# Tianqi
Tianqi (23 dicembre 1605 – Pechino, 30 settembre 1627) fu imperatore della Cina, penultimo regnante della dinastia Ming.

## Biografia
Zhu Youxiao divenne imperatore all'età di 15 anni, dopo la morte di suo padre che aveva regnato per meno di un mese. Non fu un sapiente governante in quanto dalle memorie d'epoca sappiamo che attribuì sempre poca attenzione alle questioni di stato, interrompendo la politica positiva intrapresa dal padre. Moderni studi hanno dimostrato che con tutta probabilità Zhu Youxiao soffriva di difficoltà nell'apprendimento in quanto egli era illetterato e non aveva mostrato alcun interesse negli studi.
Dal momento che non era in grado né di leggere né di scrivere, egli si servì di alcuni eunuchi ed in particolare di Wei Zhongxian e Madam Ke, i quali tentarono ovviamente di usurpare il trono imperiale approfittando della demenza dell'Imperatore. Zhu Youxiao era appassionato di carpenteria e dedicava gran parte del proprio tempo libero a questa occupazione; ancora oggi egli è considerato uno dei migliori carpentieri cinesi di tutti i tempi. Wei si prese la libertà, con autorizzazione regia, di nominare al governo chi più ritenesse adatto e quindi i suoi favoriti. Nel frattempo Madam Ke, che era stata la "tata" del giovane imperatore, cercò di togliere di mezzo tutte le donne che componevano l'harem dell'imperatore condannandole a morte o rinchiudendole in carcere.
Un gruppo di moralisti confuciani del partito Donglin, espresse il desiderio che venisse eletto un nuovo imperatore in quanto lo stato avrebbe potuto presto risentire di questa situazione di disagio. Per tutta risposta dal palazzo imperiale giunse l'ordine di giustiziare gran parte degli aderenti a questo gruppo. Quest'insieme di fatti portò a numerose rivolte popolari che peggiorarono la stima nella dinastia Ming in Cina.
L'unico erede maschio di Zhu Youxiao, il piccolo Zhu Cijiong (朱慈炅T) morì a soli 7 mesi di età il 30 maggio del 1626 in seguito all'evento catastrofico conosciuto come esplosione dell'Arsenale Imperiale, così, alla morte dell'imperatore, a esso succedette il fratellastro minore Zhu Youjian, che venne proclamato imperatore con il nome di Chongzhen.